# 로스팅

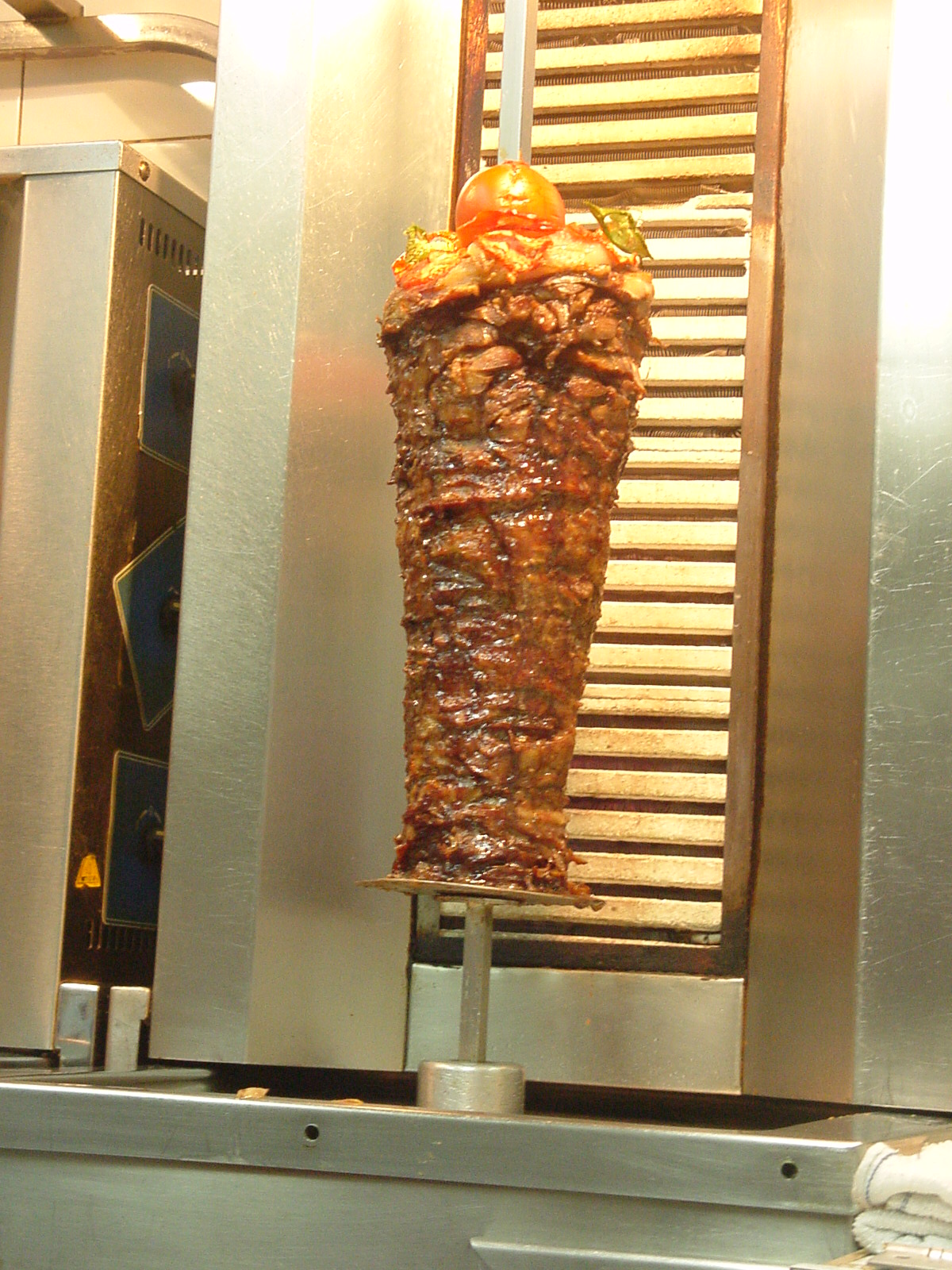
샤와르마를 만들기 위해 고기를 로스팅 방식으로 조리하고 있다.

로스팅(영어: Roasting)은 음식을 오븐 등에 넣어 150℃ 이상의 높은 건열을 사용해 수분을 더하지 않고 가열하는 조리 방법이다. 로스팅 방식으로 조리된 음식은 표면에 마이야르 반응과 캐러멜화가 작용해 맛의 깊이를 더해주며, 열에 의해 간접적으로 음식을 익히는 특성이 있어 오랜 시간 동안 겉과 속을 골고루 천천히 익혀야 하는 커다란 고기를 요리하는 데 많이 사용된다.
고기 요리를 할 때에는 주로 고기와 함께 근채류 및 인경채류를 함께 로스팅 방식으로 조리하며, 고기 중 특히 적색육을 로스팅 방식으로 조리하는 경향이 있어 로스트 비프 등 이러한 방식으로 조리된 요리에는 주로 '로스트'라는 단어가 포함된다.
덩어리 고기를 구울경우, 처음에는 오븐 온도를 220-250 ℃로 하여 표면이 갈색이 되도록 한 후에 천천히 오븐의 온도를 150 ℃로 내려 고기를 익히는 것이 좋다. 오븐에서 재료를 꺼내도 전도에 의해 고기 외부까지 열이 계속적으로 전달되기 때문에 원하는 정도로 고기를 굽기 위해서는 잠재열 조리을 감안하여 그 전에 오븐에서 고기를 꺼내는 것이 좋다. 또한 고기가 거의 구워지면 팬으로부터 고기를 옮겨 휴지기를 가지는 것이 좋은데, 로스팅한 고기의 육즙이 휴지기 동안 중앙으로 집중되기 때문이다. 이때 생기는 육즙은 소스를 만들 때 이용하면 좋다.

## 같이 보기
- 로스트
- 로스터
- 로티세리 치킨